# تپه گورستان کوکج
تپه قبرستان کوکج مربوط به دوران‌های تاریخی پس از اسلام است و در شهرستان بوئین‌زهرا، روستای کوکج واقع شده و این اثر در تاریخ ۲۵ اسفند ۱۳۷۹ با شمارهٔ ثبت ۳۱۴۱ به‌عنوان یکی از آثار ملی ایران به ثبت رسیده است.